# Amauroascus volatilis-patellis
Amauroascus volatilis-patellis är en svampart som först beskrevs av G.F. Orr & Kuehn, och fick sitt nu gällande namn av Currah 1985. Amauroascus volatilis-patellis ingår i släktet Amauroascus och familjen Onygenaceae.   Inga underarter finns listade i Catalogue of Life.